# Domain dialing
Domain dialing, ou discagem por domínio, é um novo conceito brasileiro para o processo de chamada telefônica que permite aos usuários do smartphone realizarem uma ligação através do nome de um domínio em vez de números. Ao baixar um aplicativo pelo iPhone, BlackBerry ou Android, é possível inserir o nome de um domínio a fim de discar para qualquer empresa, organização ou indivíduo em qualquer lugar do mundo, desde que a entidade tenha um domínio.
O conceito é baseado na premissa de que é muito mais fácil lembrar-se do nome de um domínio do que de uma série de números (número telefônico). Mesmo que a pessoa não tenha certeza de um domínio, o nome geralmente pode ser intuído. Por exemplo, se se quer discar para uma empresa, nomedaempresa.com ou qualqueroutrosite.com seria o domínio específico a ser discado.
Entre as outras vantagens da discagem por domínio, está o fato de que nome de domínios são mais permanentes do que números telefônicos. Estes geralmente mudam frequentemente; o nome de um domínio, no entanto, é um identificador único e universal, portanto, o domínio quase sempre vai publicar o mesmo endereço web desde que a empresa ou organização ainda exista.
A primeira aplicação de Domain dialing no mercado é o Siter.com, empresa de internet e tecnologia lançada em setembro de 2010. Este serviço trabalha em 11 línguas diferentes e está crescendo em outros países como os Estados Unidos. Na conferência ICANN 41 de julho de 2011, em que centenas de oficiais de tecnologia, líderes empresariais e especialistas em Internet viajaram até Singapura para analisar e debater avanços como o domain dialing, foram abordadas as possibilidades de expandir o nome comum de domínios; assim, seria possível também discar para domínios que terminassem com .ebay ou .music, por exemplo.